# Phorophylla palpata
Phorophylla palpata là một loài ruồi trong họ Tachinidae.